# Autoroute A 28
Die Autoroute A 28, auch als Autoroute du Pique-Prune bezeichnet, ist eine französische Autobahn mit Beginn in Abbeville und Ende in Tours. Sie hat dabei eine Länge von insgesamt 362 km (ohne Gleichverlauf mit anderen Autobahnen).

## Geschichte
- 1983: Eröffnung Neufchâtel-en-Bray
- 1988: Eröffnung Bois-Guillaume – Rocquemont (Abfahrt 12 – 13)
- 17. Dezember 1991: Eröffnung Abbeville-nord - Abbeville-sud (A 16 - Abfahrt 2)
- 22. Dezember 1992: Eröffnung Rocquemont - Neufchâtel-en-Bray - Isneauville (Abfahrt 7 – 12)
- 5. Dezember 1994: Eröffnung Alençon-nord - Alençon-sud (Abfahrt 18 – 19)
- 18. Juni 1994: Eröffnung Abbeville-sud - Blangy-sur-Bresle-ouest - Blangy-sur-Bresle-sud (Abfahrt 2 - RD 928)
- 1. März 1997: Eröffnung Blangy-sur-Bresle-sud - Neufchâtel-en-Bray (RD 928 - Abfahrt 7)
- 27. Oktober 2000: Eröffnung Maresché - Saint-Saturnin (Abfahrt 21 - A 11)
- 27. Oktober 2000: Eröffnung Parence - Ecommoy (A 11 - Abfahrt 25)
- 22. Juni 2001: Eröffnung Maresché - Alençon-sud (Abfahrt 21 - 19)
- 22. Juni 2001: Integration des Abschnittes Alençon-sud - Alençon-nord unter Konzession von Cofiroute.
- 27. Oktober 2005: Eröffnung Bourg-Achard - Alençon-nord (A 13 - Abfahrt 18)
- 14. Dezember 2005: Eröffnung Ecommoy - Parçay-Meslay (Abfahrt 25 - A 10)
- 2006: Verbreiterung auf 2 × 2 Fahrspuren zwischen Sarthe bis Maresché
- 22. Dezember 2006: Eröffnung Rouessé-Fontaine (Ausfahrt 20)
- 22. Dezember 2006: Eröffnung Parigné-l’Évêque (Ausfahrt 24)

## Großstädte an der Autobahn
- Rouen
- Le Mans
- Tours